# Eduard Hil
Eduard Anatolievici Hil (în rusă Эдуард Анатольевич Хиль; n. 4 septembrie 1934, Smolensk, RSFS Rusă, URSS – d. 4 iunie 2012, Sankt Petersburg, Rusia), cunoscut și ca Edward Hill sau Eduard Khil, a fost un bariton rus, distins cu premiul Artist al Poporului al Uniunii Republicilor Sovietice Socialiste. 
După ce renunță la cariera de cântăreț, Hil intră într-o perioadă de obscuritate care îi va caracteriza ultimii ani din viață. În 2010, Hil vine din nou în atenția publicului cu melodia „Trololo” care se propagă cu rapiditate printre fanii YouTube, devenind un meme. Clipul încărcat pe faimosul site este o versiune vocalizată a melodiei „Sunt foarte bucuros că în cele din urmă mă întorc acasă" (titlu original: Я очень рад, ведь я, наконец, возвращаюсь домой), realizat in 1976.

## Viața
Eduard Hil s-a născut pe 4 septembrie 1934, în Smolensk. În 1960 își obține licența la Conservatorul din Leningrad, actualul Sankt Petersburg, unde studiază sub îndrumarea lui Evgheni Olhovschi și a Zoiei Lodii. După terminarea studiilor, începe să cânte ca solist. În momentul actual, Hil trăiește în Sankt Petersburg, în casa Tolstoi  (Толстовский дом).
Între 1977-1979, Hil a predat cursuri de solo la Academia statală de teatru și arte din Sankt Petersburg.
După ce cariera sa de cântăreț a fost eclipsată spre începutul anilor '90, Hil s-a centrat asupra problemelor legate de viața sa privată, lucrând într-un cafe-bar din Paris. Din 1997 Hil s-a implicat, împreună cu fiul său, într-un proiect de colaborare cu grupul rock Prepinachi.

## Meme Internet
În 2009, o versiune vocalizată a melodiei din 1976, intitulată „Sunt foarte bucuros că în cele din urmă mă întorc acasă” (Я очень рад, ведь я, наконец, возвращаюсь домой) a fost încărcată pe YouTube și s-a transformat rapid într-un meme internet cunoscut, de altfel, cu numele de „Trolololo”. Piesa muzicală a fost compusă de Arcadi Ostrovschi și a mai fost interpretată de Valeri Oboginschi și Muslim Magomaiev în cadrul programului de televiziune Luminița albastră. Numele „Trolololo” vine de la onomatopeea atât de caracteristic vocalizată de Hil în timpul interpretării melodiei. 
Mai întâi clipul a fost publicat pe următoarea adresă Arhivat în 14 iunie 2012, la Wayback Machine., în data de 21 februarie 2010 dar și-a câștigat o audiență spectaculoasă pe data de 3 martie, într-un fragment din programul de televiziune The Colbert Report și a fost imediat parodiat de actorul Christoph Waltz, în cadrul programului de noapte emis de canalul de televiziune ABC din SUA, Jimmy Kimmel Live! Cântecul a fost folosit imediat ca o glumă bait and switch între utilizatorii YouTube, mulți fani considerând experiența „trolololo” un meme comparabil cu un rickrolling.
Meme-ul „trololo" a început să suscite interesul lui Hil de a-și reîncepe cariera muzicală; adresa de internet „trololo” include chiar și o cerere ca Hil să efectueze un turneu mondial. 
„N-am auzit nimic despre asta. Este desigur, un lucru frumos! Mulțumesc pentru știrea bună! Există și o legendă despre acest cântec. La început melodia avea versuri, dar erau proaste. Adică, erau bune dar nu le puteam publica la acea vreme. Versurile sunau cam așa: „Călăresc un armăsar pe câmp, un mustang, iar iubita mea Mary este la mii de mile distanță, împletindu-mi șosete”. Cum era de așteptat, versurile nu se putuseră publica la acea vreme iar eu și Arcadi Ostrovschi ne-am decis până la urmă să realizăm o vocaliză. Dar esența melodiei a rămas în titlu. Cântecul este foarte malițios — nu are versuri, așadar a trebuit să inventăm un mod prin care sa-i facem pe oameni să-l asculte, de asta cred că aranjamentul propus de noi a fost interesant.”—Eduard Khil, LIfe News ru

## Premii
- Festivalul de muzică ușoară de la Sopot, premiul al doilea (1965)
- Artist emerit al RSFSR (1968)
- Ordinul Steagului Roșu pentru muncă (1971)
- Artist al poporului al RSFSR (1974)
- Ordinul prieteniei între popoare (1981)
- Ordinul „Meritul pentru Patrie”, clasa a patra (2009)
- Premiul Utiosov

## Filmografie
- 1965 – Ceriomușchi (Черёмушки) – interpret vocal.
- 1974 – Eduard Hil (documentar în regia Marinei Goldovscaia).
- 1985 – Golubie goroda (Голубые города, Orașe albastre; film muzical în regia lui Andrei Petrov).
- 2004 – Iatinsotests – în rolul gestionarului de bar.